# Platyeutidium oblitum
Platyeutidium oblitum är en skalbaggsart som först beskrevs av Sylvain Auguste de Marseul 1853.  Platyeutidium oblitum ingår i släktet Platyeutidium och familjen stumpbaggar. Inga underarter finns listade i Catalogue of Life.